# Primarlehrer
Primarlehrer ist die Bezeichnung für Menschen in der Schweiz und in Liechtenstein, die in der Primarschule (in den meisten Kantonen von der 1. bis zur 6. Klasse) unterrichten. Üblicherweise unterrichten Primarlehrer alle Schulfächer. 

## Voraussetzungen
Für den Beruf des Primarlehrers benötigt es einen guten Leumund und einen erfolgreichen Abschluss des Lehrerseminars bzw. der Pädagogischen Hochschule. In  einzelnen Kantonen werden berufstätige Primarlehrer regelmässig zu Weiterbildungskursen aufgeboten.

## Aufgaben
Lehrer unterrichten Kinder von der ersten bis zur sechsten Klasse. Sie besorgen die Lehrstoffe in unterschiedlichen Fächern. 
Manche haben eine eigene Klasse und Andere übernehmen nur einzelne Schulfächer. Lehrpersonen richten sich nach den Lehrplänen alle unter den gleichen Voraussetzungen. In der Regel werden die Fächer Mathematik, Deutsch, Englisch, Mensch und Umwelt, Musik, Gestalten, Handarbeit, Werken und Sport unterrichtet. Jedoch wie die Lehrperson die Lektionen gestaltet liegt jedem frei. Die Schüler sollten Spass am lernen haben und der Unterricht soll kreativ, spannend und abwechslungsreich sein. Die Schüler lernen selbst die Verantwortung zu übernehmen, mit Informationen umzugehen, sich zu informieren und welche Lerntechniken sinnvoll sind. Natürlich wird dabei die Reife und der Entwicklungsstand der Schüler berücksichtigt und sie werden in ihrer Selbst- und Sozialkompetenz gefördert.
Zur Unterrichtsgestaltung  kommt auch die Vor- und Nachbereitung dazu zum Beispiel Materialien anschaffen, Korrigieren, Material vorbereiten, Schulteammitarbeit, Elterngespräche und Weiterbildungen. Lehrer üben einen sehr vielfältigen, aber auch anspruchsvollen Beruf aus, der persönliche Reife, Ausgeglichenheit und Durchsetzungsvermögen erfordert. Sie müssen flexibel reagieren können und den hohen Anforderungen gewachsen sein.

## Andere Länder
In Deutschland werden Primarlehrer je nach Bundesland auch als Grundschullehrer, Lehrer an der Primarstufe oder Lehrer an Grundschulen bezeichnet. In Österreich nennt man sie meist Volksschullehrer.